# 勒村
勒村（法語：Rœux，法語發音：[ʁø]）是法国上法蘭西大區加来海峡省的一个市镇，属于阿拉斯区。

## 地理
勒村（50°17'51"N, 2°53'47"E）面积4.87 平方千米，位于法国上法蘭西大區加来海峡省，该省份为法国北部沿海省份，西北濒北海，南至索姆省，东临北部省。
与勒村接壤的市镇（或旧市镇、城区）包括：加夫雷勒、方普、佩尔沃、普卢万。

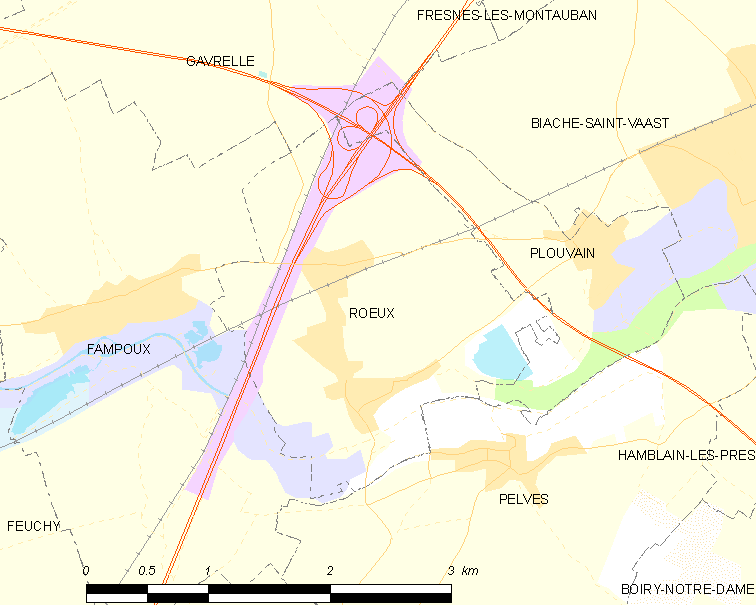
勒村的OSM定位图

勒村的时区为UTC+01:00、UTC+02:00（夏令时）。

## 行政
勒村的邮政编码为62118，INSEE市镇编码为62718。

## 政治
勒村所属的省级选区为布勒比耶尔县。

## 人口

1962-2008年间勒村人口变化图示

勒村于2022年1月1日时的人口数量为1393人。